# Casa Diablo (California)
Casa Diablo es una ubicación en Sierra Nevada en el condado de Mono, este de California, Estados Unidos. Casa Diablo Hot Springs fue nombrada "Casa del Diablo", por los primeros exploradores, por sus aguas termales en ebullición, vapor ascendente y géiseres.

## Asentamiento nativo
Este lugar es conocido como un sitio de fabricación y minería de nativos americanos que se especializa en materiales de obsidiana. El uso de los materiales de este sitio se observa al menos tan pronto como en el Millingstone Horizon. Pueblos tan distantes como los Chumash costeros intercambiaron material de esta fuente de Obsidiana.

## Asentamientos posteriores
Casa Diablo se convirtió en una parada de etapa a lo largo de la ruta de Bishop Creek a Bodie Stagecoach en 1878. Era una estación de relevo para la ruta a los campos mineros de Mammoth City, Mill City, Mineral Peak y Pine City. En 1881, la estación de escenario de Casa Diablo dejó de funcionar y más tarde se usó para otros negocios como un puesto comercial, un centro vacacional de temporada, una taberna, una gasolinera, una tienda de comestibles, una ferretería y un almacén de madera. En 1983, se transformó en una planta de generación eléctrica geotérmica.